# 富日罗勒迪普莱西
富日罗勒迪普莱西（法語：Fougerolles-du-Plessis，法語發音：[fuʒʁɔl dy plɛsi]）是法国马耶讷省的一个市镇，属于马耶讷区。

## 地理
富日罗勒迪普莱西（48°28'26"N, 0°58'25"W）面积33.29 平方千米，位于法国卢瓦尔河地区大区马耶讷省，该省份为法国西北部内陆省份。
与富日罗勒迪普莱西接壤的市镇（或旧市镇、城区）包括：比艾莱蒙、代塞尔蒂讷、拉多雷、朗迪维、勒泰约勒。

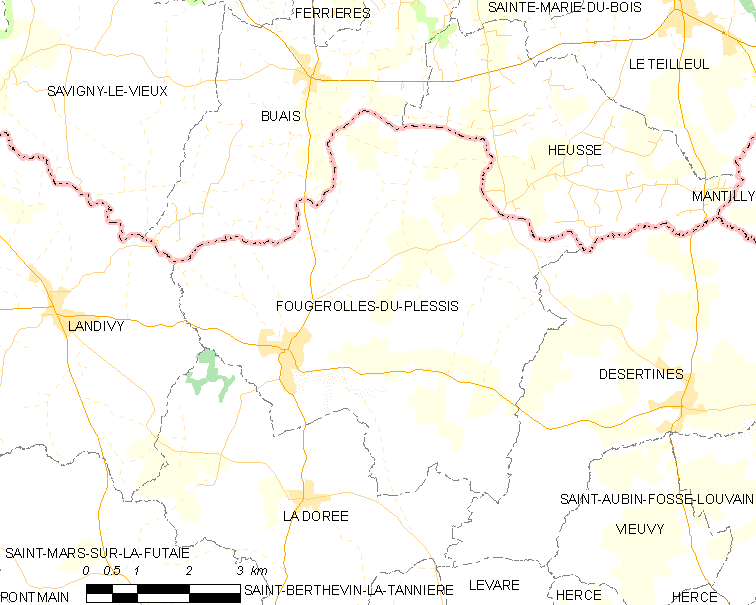
富日罗勒迪普莱西的OSM定位图

富日罗勒迪普莱西的时区为UTC+01:00、UTC+02:00（夏令时）。

## 行政
富日罗勒迪普莱西的邮政编码为53190，INSEE市镇编码为53100。

## 政治
富日罗勒迪普莱西所属的省级选区为戈龙县。

## 人口

1962-2008年间富日罗勒迪普莱西人口变化图示

富日罗勒迪普莱西于2022年1月1日时的人口数量为1186人。